# Mercedes-Benz Citaro FuelCELL-Hybrid
| Hamburg |

| Karlsruhe |

| Stuttgart |

| Brugg |

| Bozen |

| Mailand |

| Hamburg |

| Karlsruhe |

| Stuttgart |

| Brugg |

| Bozen |

| Mailand |

Der Mercedes-Benz Citaro FuelCELL-Hybrid, auch als Mercedes-Benz O 530 BZH oder Citaro BZH bezeichnet, ist ein vom deutschen Nutzfahrzeughersteller Mercedes-Benz gefertigter Linienbus mit Brennstoffzellenhybridantrieb auf Basis des erfolgreichen Omnibusmodells Citaro und Nachfolger des Mercedes-Benz Citaro BZ. Im Zuge verschiedener Forschungs- und Förderprojekte dient der O 530 BZH der Erprobung der Alltagstauglichkeit des Brennstoffzellenantriebes im öffentlichen Personennahverkehr. Das Fahrzeug tritt damit die Nachfolge des Citaro BZ an.
Der Prototyp wurde am 16. November 2009 in Hamburg vorgestellt. Am 18. August 2011 wurden die ersten Fahrzeuge bei der Hamburger Hochbahn in Betrieb genommen.
Mit einer Serienreife des Brennstoffzellen-Hybridbusses wurde bei Daimler im Jahr 2015 gerechnet. Bis dahin sollten mit den 31 geplanten Vorserieneinheiten weitere Erfahrungen gesammelt werden. Mit Stand November 2019 wird jedoch mit einer Serieneinführung erst im Jahr 2022 gerechnet.

## Technik und Ausstattung

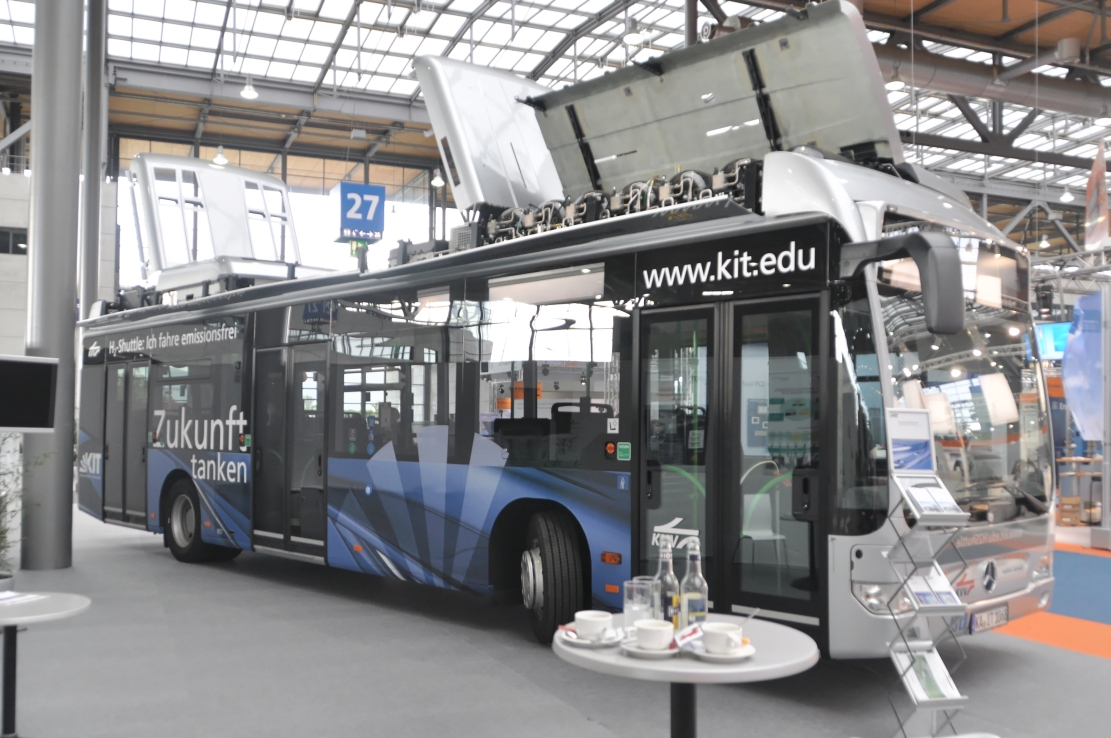
Geöffnete Dachkästen beim Citaro BZH: Druckgastanks für die Wasserstoff-Speicherung (vorn), Lithium-Ionen-Batterie (Mitte), Brennstoffzelle mit Kühleinheit (hinten)

Der O 530 BZH unterscheidet sich von der Vorgängerbaureihe durch einen seriellen Hybridantrieb. Der Antrieb erfolgt dabei über zwei elektrische Radnabenmotoren an der Hinterachse, die jeweils 80 kW leisten.
Kernstück ist die aus zwei Modulen zu je 396 Einzelzellen bestehende Brennstoffzelle mit einer Gesamtleistung von 120 kW, also je 60 kW pro Einheit. Die Kühlung übernehmen vier große Lüfter auf dem Fahrzeugdach, die die unmittelbar daneben liegende Brennstoffzelle auf einer Betriebstemperatur von rund 80 Grad Celsius halten. Der bis zu 35 Kilogramm große Wasserstoffvorrat wird in sieben auf der vorderen Dachhälfte befindlichen 350-bar-Druckgastanks gespeichert. Der Kraftstoffverbrauch liegt bei 10 bis 14 Kilogramm Wasserstoff pro 100 Kilometer.
Ferner sind die Fahrzeuge zur Speicherung des durch Rekuperation zurückgewonnenen Stroms mit einer 330 Kilogramm schweren Lithium-Ionen-Batterie ausgestattet, die für eine Kapazität von 26 Kilowattstunden elektrischer Energie ausgelegt ist. Dies entspricht einer rein elektrisch zurückgelegten Fahrtstrecke von drei bis fünf Kilometern.
Die Hybrid-Technologie teilen sich die Fahrzeuge mit dem ebenfalls von Mercedes-Benz stammenden Citaro G BlueTec Hybrid, einem Linienbus mit Dieselhybrid-Antrieb.
Das Gesamtgewicht beträgt 13,2 Tonnen, womit gegenüber dem Vorgänger rund eine Tonne eingespart werden konnte. Die Reichweite liegt bei rund 250 Kilometern. Zugelassen ist der Citaro BZH für die Beförderung von 76 Fahrgästen, fünf mehr als bisher. Sämtliche Vorserienwagen sind als Dreitürer ausgeführt, wobei Innenschwenk-Doppeltüren zum Einsatz kommen.
Abweichend von den Vorführfahrzeugen und den Wagen für Brugg, Mailand und Karlsruhe trugen die Brennstoffzellen-Hybrid-Citaros in Hamburg, Bozen und Stuttgart eine sogenannte Werbefront, die auch bei den Serien-Citaro als Ausstattungsoption wählbar ist. Hierbei war der Bereich zwischen Windschutzscheibe und Stoßstange zur einfacheren Beklebung ohne Konturen (Stuttgart) bzw. ohne Konturen und Mercedes-Stern (Hamburg und Bozen) ausgeführt.

## Einsatzorte
Insgesamt standen 23 Citaro FuelCELL-Hybrid bei verschiedenen Betrieben in Europa im Einsatz, der größte Teil davon bildete einen integralen Bestandteil des europäischen Projektes Clean Hydrogen In European Cities (CHIC), das bei der Erforschung des Wasserstoffantriebes im öffentlichen Personennahverkehr die Nachfolge der EU-Förderprogramme CUTE und HyFLEET:CUTE antrat:

### Hamburg
Die ersten von insgesamt vier Fahrzeugen wurden am 18. August 2011 im Zuge des CHIC-Projekts an die Hochbahn in Hamburg übergeben und dort – eingereiht unter den Betriebsnummern 1141 bis 1144 – dem Betriebshof Hummelsbüttel zugewiesen. Dort befindet sich auch die bereits für die CUTE-Vorgängerprojekte genutzte Wasserstofftankstelle.
Die unter der Bezeichnung SauberBus vermarkteten Wagen trugen eine vom üblichen rot-weißen Hochbahn-Farbschema abweichende Beklebung in Blätter-Optik und kamen zunächst im Hamburger Norden – vorwiegend auf den Linien 24 (U-Bf. Niendorf Markt – Bahnhof Rahlstedt), 174 (U-S-Bf. Ohlsdorf – U-Bf. Volksdorf), 176 (U-Bf. Ohlstedt – S-Bf. Poppenbüttel), 276 (U-Bf. Ohlstedt – Sasel Mellingburgredder) und 192 (Langenhorn Markt – Norderstedt-Glashütte) – zum Einsatz. Nach Inbetriebnahme der Wasserstofftankstelle in der HafenCity wurde auch die Schnellbuslinie 35 (Hamburg Messe – Rahlstedt Sorenkoppel) in den Betrieb einbezogen.
Ab Dezember 2013 kamen die Wasserstoffbusse vorwiegend auf der neu eingeführten Linie 111 (Bahnhof Altona – HafenCity Shanghaiallee) zum Einsatz, die entlang des nördlichen Elbufers einen großen Teil der Hamburger Sehenswürdigkeiten anfährt.
Ab Dezember 2014 wurde die Buslinie 109 (Hauptbahnhof – U Alsterdorf) als Innovationslinie präsentiert. Hier setzt die Hochbahn verschiedene neuartige Antriebskonzepte testweise ein. Auch die Brennstoffzellenbusse bedienten diese Strecke.
Das Blätter-Design wurde inzwischen auf allen Fahrzeugen entfernt und durch das herkömmliche Hochbahn-Farbschema in rot und weiß ersetzt. Mehrere großflächige Werbebeklebungen und der Schriftzug Brennstoffzellenbus wiesen nun auf die Besonderheiten der vier Citaros hin.
Anfang 2019 wurde das Projekt beendet, einerseits weil Mercedes-Benz den Bus serienmäßig nicht liefern konnte und weil die Lagerung von Wasserstoff in Wohngebieten Sicherheitsbedenken mit sich zieht.
Die Hamburger Hochbahn kündigte auf ihrer Internetsite an, ab 2021 zwei Gelenkbusse von Mercedes-Benz mit Brennstoffzellenantrieb in Betrieb nehmen zu wollen.

### Brugg

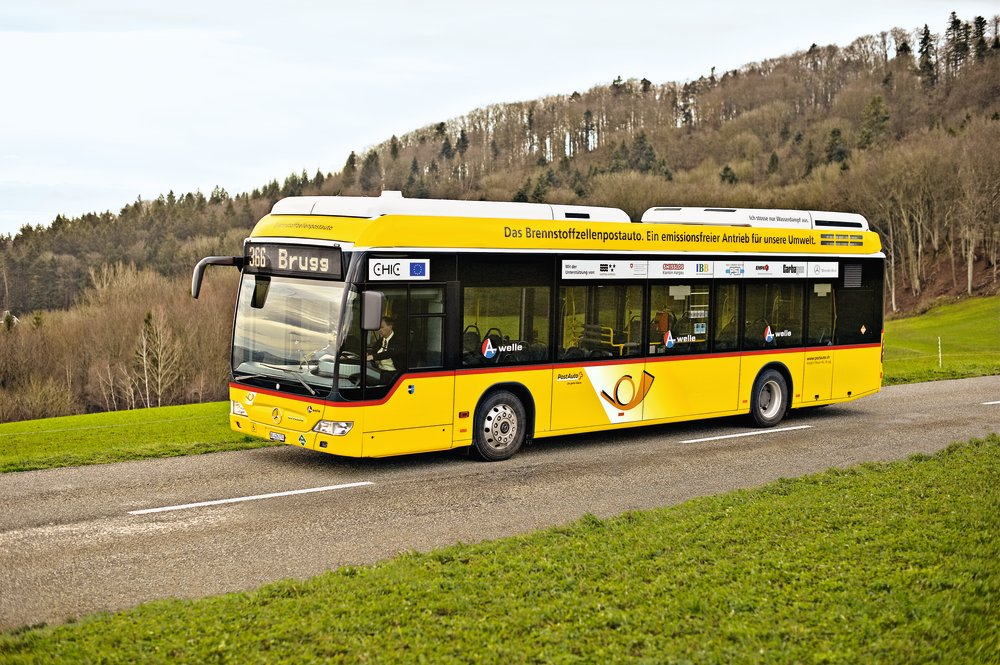
Auf den Regionalbuslinien um Brugg setzte die Voegtlin-Meyer AG fünf Brennstoffzellen-Postbusse auf Basis des Citaro BZH ein

Fünf weitere Citaro FuelCELL-Hybridbusse gingen ab Ende 2011 im Zuge von CHIC an die Postauto Schweiz AG, wo sie mit den Nummern 274 bis 278 in den Bestand des Postautounternehmers Voegtlin-Meyer AG aus dem Kanton Aargau übergeben wurden. Auf dem Betriebsgelände wurde dafür eigens eine Wasserstofftankstelle und eine speziell für die Fahrzeuge geeignete Einstellhalle in Betrieb genommen. Die fünf Wagen kamen freizügig im Überlandverkehr um Brugg zum Einsatz. Bis zum Sommer 2015 legten die fünf Busse insgesamt eine Million Kilometer zurück. Verbraucht wurden dabei 80 Tonnen Wasserstoff, 70 Tonnen davon wurden in Brugg hergestellt. Der gesamte verbrauchte Wasserstoff stammte aus erneuerbaren Energiequellen (Wasserkraft, Sonnen-, Windenergie bzw. Biomasseanlagen).
Das Pilotprojekt im Hause Postauto wurde Anfang 2017 nach rund fünf Jahren eingestellt.

### Mailand
Am 14. März 2012 wurden drei Fahrzeuge für die CHIC-Projektstadt Mailand vorgestellt. Die Fahrzeuge wurden bei der Azienda Trasporti Milanesi (ATM) mit den Nummern 2000 bis 2002 eingereiht und im Depot San Donato stationiert, wo sich auch die für den Wasserstoffbetrieb notwendigen Anlagen befinden.
Im Fahrgastverkehr wurden die Fahrzeuge zunächst im Südosten Mailands in direkter Nähe zum Depot auf der Buslinie 84 eingesetzt, die von San Donato über Rogoredo und Corvetto zum Largo Augusto im Stadtzentrum verläuft. Dabei folgt die Buslinie zunächst der Metrolinie M3 bis zum U-Bahnhof Corvetto und führt dann weiter über Viale Puglie, Piazza Insubria, Via Spartaco und vorbei am Palazzo di Giustizia in die Innenstadt.

### Karlsruhe
Ab dem 11. Juni 2013 wurden vom Karlsruher Institut für Technologie bei dem betriebseigenen Werksverkehr (KIT-Shuttle) zwei Citaro FuelCELL-Hybridbusse eingesetzt. Die Umstellung auf Fahrzeuge mit Brennstoffzellenhybridantrieb geschah im Zuge der Inbetriebnahme einer Wasserstofftankstelle auf dem Gelände des KIT.

### Bozen
Am 6. August 2013 erhielt die Südtiroler Transportstrukturen AG (STA) den ersten von fünf Brennstoffzellen-Citaros, die vier weiteren Wagen folgten im September. Bozen setzte damit als vierte Stadt im CHIC-Projekt den Citaro BZH ein. Die gesamte Flotte wird von der SASA Bozen betrieben und unter den Nummern 428 bis 432 in dessen Fuhrpark eingereiht. Der Einsatz der Brennstoffzellen-Fahrzeuge war zunächst auf den Ringlinien 10A und 10B (Krankenhaus ↔ Friedhof ↔ Bahnhof ↔ Krankenhaus) geplant.
In den nächsten Jahren werden diese Busse auch auf den Linien 3 (Kaiserau-Bahnhof), Linie 5 (Perathonerstraße) und sehr selten auch als Ersatzbusse auf der Linie 201 (Meran ↔ Bozen) eingesetzt.

### Stuttgart

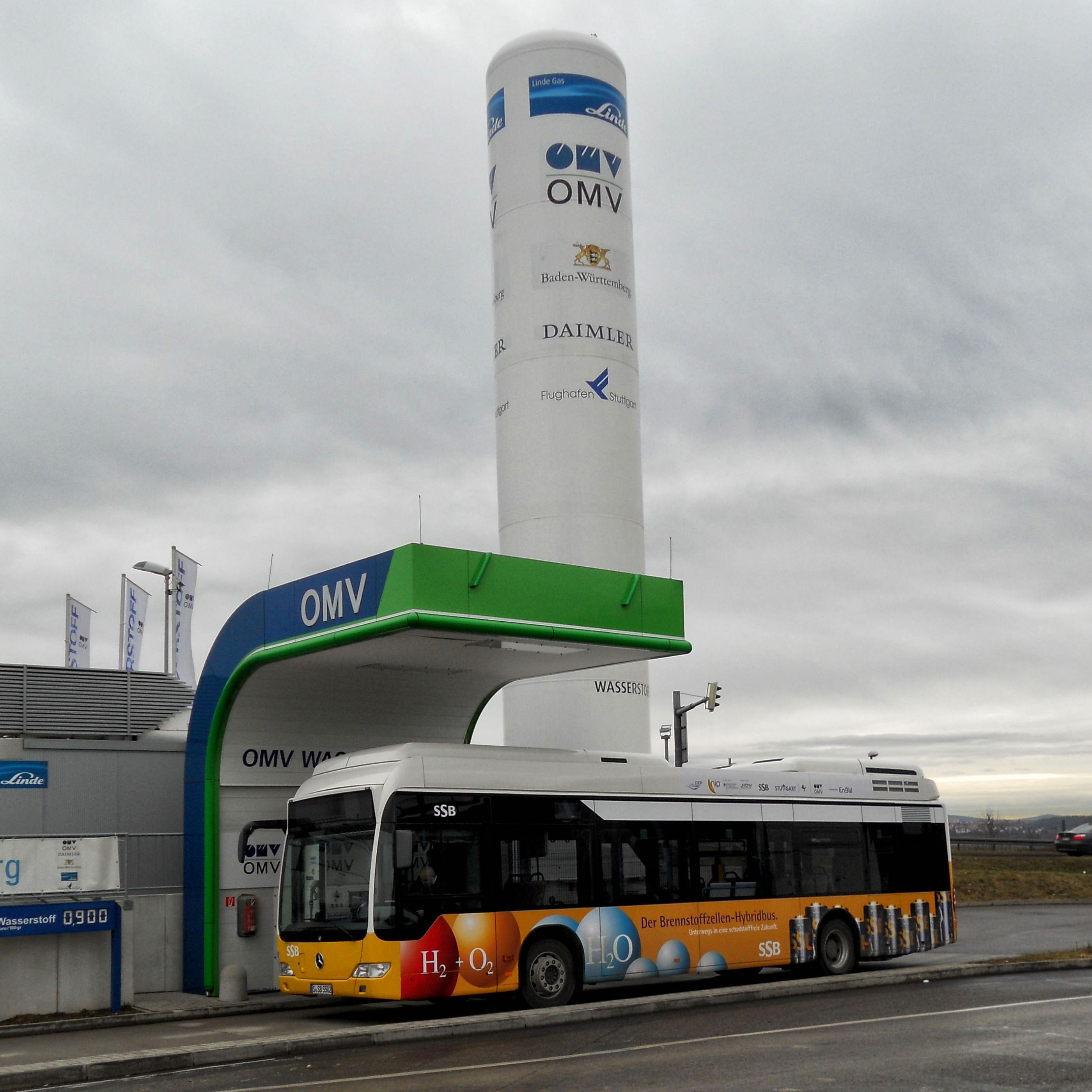
Die Citaro BZH der SSB wurden an der öffentlichen Wasserstofftankstelle beim Stuttgarter Flughafen betankt, hier Wagen 5502

Ende 2013 trat die Stuttgarter Straßenbahn AG (SSB) dem Forschungsprojekt Clean Energy Partnership (CEP) bei. Infolgedessen wurden in Stuttgart ab 2014 unter dem Namen S-Presso (Stuttgarter Praxiserprobung von wasserstoffbetriebenen Omnibussen) zunächst drei Citaro FuelCELL-Hybridbusse im Linienbetrieb erprobt. Die Testphase des mit einem Gesamtfördervolumen von 3,2 Millionen Euro veranschlagten Projekts ist vorerst auf drei Jahre angelegt und Teil des aus Bundesmitteln finanzierten Nationalen Innovationsprogramms Wasserstoff- und Brennstoffzellentechnologie (NIP), das von der Nationalen Organisation Wasserstoff und Brennstoffzellentechnologie (NOW) koordiniert wurde. Die drei Wagen wurden mit den Nummern 5501 bis 5503 in den SSB-Fuhrpark eingereiht und nutzten zum Auftanken die öffentliche Wasserstofftankstelle an der Flughafenstraße. Auf eine firmeneigene Füllstation wurde verzichtet.
Der am 3. März 2014 begonnene Einsatz wurde zunächst auf die in Flughafennähe verkehrende Linie 79 (Flughafen/Messe – Plieningen Garbe) beschränkt, um die Wagen in räumlicher Nähe zur dortigen Wasserstofftankstelle einsetzen zu können. Später wurde der Wasserstoffhybrid-Testbetrieb auch auf die Linie 67 (Fellbach Gewerbegebiet – Bahnhof – Gartenstraße) ausgeweitet, wofür bis Mitte 2014 ein vierter Citaro BZH nachgeliefert wurde.
Bereits während CUTE kamen drei Brennstoffzellen-Citaros der Vorgängerbaureihe O 530 BZ in der Landeshauptstadt Baden-Württembergs zum Einsatz. Damit ist Stuttgart nach Hamburg die zweite Stadt, in der sowohl der Brennstoffzellen- als auch der Brennstoffzellenhybrid-Citaro erprobt werden.

### Frankfurt am Main
Ab Ende 2017 kamen zwei der zuvor in Brugg eingesetzten Brennstoffzellenfahrzeuge im Rhein-Main-Gebiet bei der Firma Winzenhöhler aus Groß-Zimmern für den werksinternen Busverkehr des Industrieparks Höchst zum Einsatz. Für den gemeinschaftlich mit dem Betreiberunternehmen Infraserv organisierten Probebetrieb wurde Wasserstoff genutzt, der im Industriepark als Zwischenprodukt aus der chemischen Industrie entstand. Das Tanken der Busse erfolgte an einer öffentlichen Agip-Wasserstofftankstelle vor Ort, die 2006 im Zuge des Projekts „Zero Regio“ eröffnet wurde.
Der Einsatz der Wasserstoffhybrid-Citaros in Höchst war Teil des Nationalen Innovationsprogramms Wasserstoff- und Brennstoffzellentechnologie des Bundesverkehrsministeriums.
Seit Anfang 2020 ist eines der zuvor in Frankfurt am Main eingesetzten Fahrzeugen bei der ESWE Verkehrsgesellschaft in Wiesbaden unter der Wagennummer 96 und mit neuer Lackierung im Einsatz. Es ist das einzige Solo-Fahrzeug in der Landeshauptstadt, das drei Doppeltüren besitzt. 
Auf der anderen Rheinseite hat sich die Mainzer Verkehrsgesellschaft für ein ehemaliges Modell der Hamburger Hochbahn entschieden. Beide Fahrzeuge werden an der Wasserstofftankstelle auf dem Betriebshof der ESWE Verkehrsgesellschaft getankt. Für die Wartung sind die beiden Unternehmen jeweils selbst zuständig. 
Der Bus der Mainzer Verkehrsgesellschaft ist seit Anfang 2021 ungenutzt wieder zurück bei Winzenhöhler. 